# کامیلا کور لارسن
کامیلا کور لارسن (انگلیسی: Camilla Kur Larsen؛ زادهٔ ۳ آوریل ۱۹۸۹) بازیکن فوتبال اهل دانمارک است.
از باشگاه‌هایی که در آن بازی کرده‌است می‌توان به باشگاه فوتبال کلرادو رپیدز، وسترن نیویورک فلش، و باشگاه فوتبال بروندبی اشاره کرد.
وی همچنین در تیم‌های ملی فوتبال زنان دانمارک بازی کرده‌است.